# Reinhold Lehmann

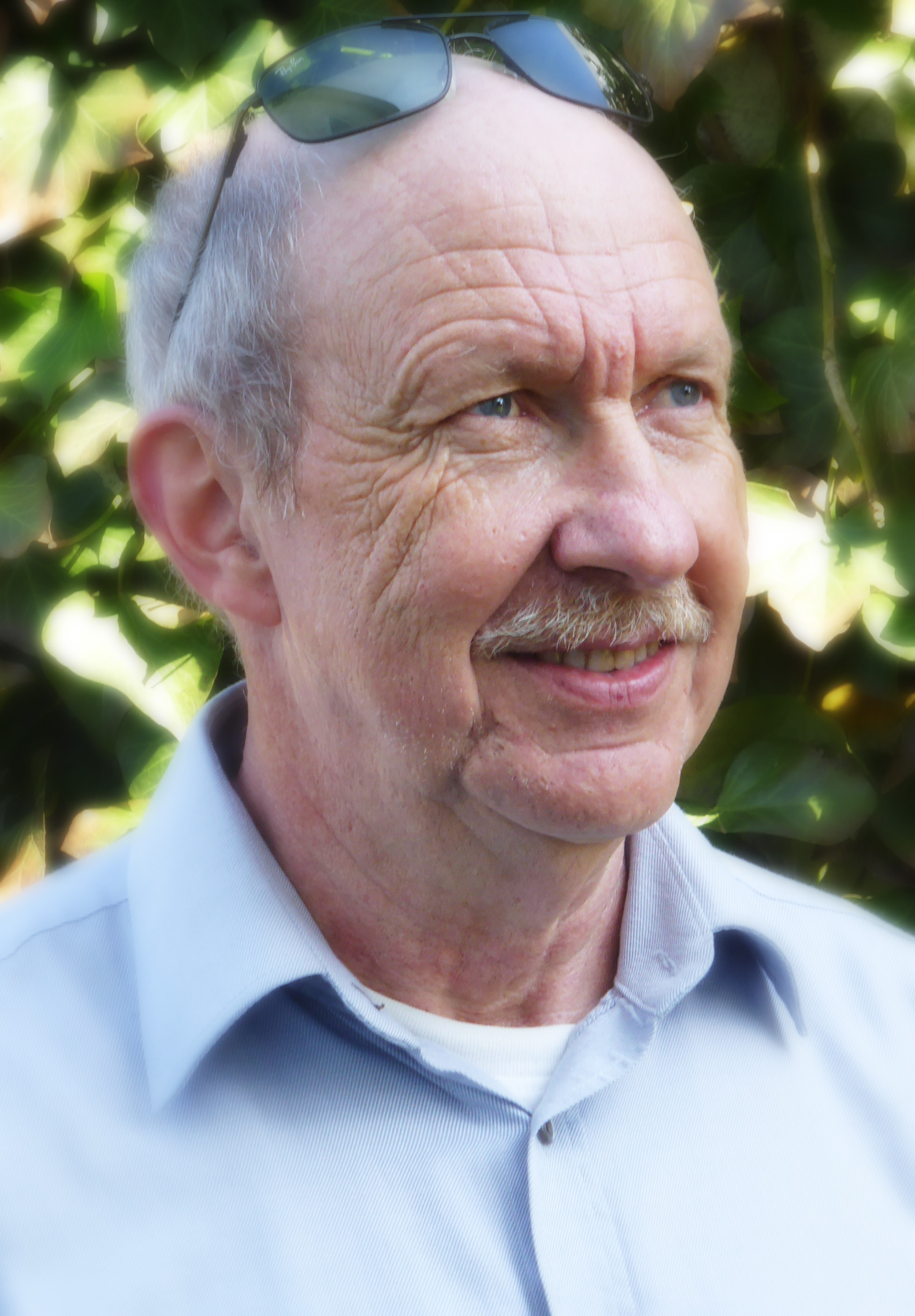
Reinhold Lehmann, 2017

Reinhold Lehmann (* 1950 im Schwarzwald) ist ein deutscher Geograph, Vermessungsingenieur und Buchautor. Er studierte an der FH-Berlin Vermessungswesen (Dipl.-Ing.) und an der Universität München Geographie, Geologie und Geophysik (Dipl.-Geograph). Er arbeitete an der Universität der Bundeswehr sowie an der ehemaligen Bayerischen Landesanstalt für Wasserforschung bei diversen Forschungsvorhaben mit, bevor er sich ab 1991 selbstständig machte. Als Buchautor veröffentlichte er unter anderem diverse Wanderführer für den südlichen Raum Deutschlands.

## Werke
- Mit C. Hanke: GeoWandern Chiemgau und Berchtesgadener Land, Bergverlag Rother, ISBN 978-3-7633-3293-9.
- Mit K. Schön: GeoWandern Münchner Umland, Bergverlag Rother, ISBN 3-7633-3156-5.
- Mit K. Schön: Pfaffenwinkel, Bergverlag Rother, ISBN 3-7633-4418-7.
- Mit K. Schön: Per Rad Neues auf alten Wegen entdecken.
  -  (Seite nicht mehr abrufbar. Suche in Webarchiven) Eibenwaldrunde
  -  (Seite nicht mehr abrufbar. Suche in Webarchiven) Kapellenrunde
  -  (Seite nicht mehr abrufbar. Suche in Webarchiven) Storchenrunde
- Geographisch-geologische Standortaspekte der Gewässerversauerung in der Bundesrepublik Deutschland. In: Saurer Regen, ecomed Verlag, 1994, S. 3–12.
- Mit D. Robrecht, K. Schön,  U. Kaul: Springer Professional Vergleich von Modellen und Verfahren zur Abschätzung von Nährstoffeinträgen in Gewässer. In: Wasserwirtschaft, H. 11, 2007, S. 22–26.
- Mit Bruno Kifinger, Erik Bohl, Johannes Bauer: Bewertungsmodell für die Entwicklung von Zielvorstellungen des Gewässerschutzes. In: Berichte der Bayerischen Akademie für Naturschutz und Landschaftspflege. Band 18, 1994, S. 175–203 (zobodat.at [PDF]).
- Mit Günther Michler: Palökologische Untersuchungen an Sedimentkernen aus dem Wörthsee mit besonderer Berücksichtigung der Schwermetallgehalte. In: Berichte der Bayerischen Akademie für Naturschutz und Landschaftspflege. Band 9, 1985, S. 99–122 (zobodat.at [PDF]).